# Министерство иностранных дел Республики Южная Осетия
Министерство иностранных дел Республики Южная Осетия (осет. Республикæ Хуссар Ирыстоны Фæсарæйнаг хъуыддæгты министрад) — орган государственного управления в частично признанном государстве Южная Осетия, осуществляющий функции по выработке и реализации государственной политики в области отношений Республики Южная Осетия с иностранными государствами и международными организациями.
С 2022 года министерство возглавляет министр иностранных дел Ахсар Муратович Джиоев.

## История
28 мая 1992 года на заседании Верховного Совета Республики Южная Осетия было учреждено Министерство внешних связей. В 2002 году название было изменено на Министерство иностранных дел РЮО. 10 ноября 2011 года указом президента Южной Осетии Э. Кокойты день учреждения министерства (28 мая) был объявлен Днём работника дипломатии Республики Южная Осетия.
В 2015 году при МИД РЮО был учреждён Экспертный совет для обсуждения широкой внешнеполитической и международной проблематики, а также введены дипломатические паспорта
Постановлением президента Южной Осетии Анатолия Бибилова с 20 сентября 2020 года МИД республики разместился в Цхинвале в здании, которое ранее занимало Министерство обороны РЮО.
Ежегодно МИД РЮО по предусмотренной квоте направляет на обучение в МГИМО пять югоосетинских студентов, а специалисты министерства проходят переподготовку в Дипломатической академии МИД России.

## Учреждения МИД РЮО в других странах
С 2008 года МИДом РЮО открыты посольства на территории государств-членов ООН: Никарагуа, России, Венесуэлы, Науру и Сирии.
В 2012 году во Владикавказе был открыт Консульский отдел МИД РЮО.
В октябре 2017 года в Барселоне был открыт офис представительства МИД РЮО для развития культурно-научных и гуманитарных связей, а 14 апреля 2022 года официальным представителем МИД РЮО в Австрийской Республике назначен генеральный секретарь Венского института им. А. В. Суворова Патрик Поппель. В ночь с 14 на 15 октября 2019 года офис представительства МИД РЮО в Риме был атакован вандалами.

## Министры иностранных дел Южной Осетии
| № | ФИО                         | Дата назначения | Дата освобождения | Примечания    |
| - | --------------------------- | --------------- | ----------------- | ------------- |
| 1 | Урузмаг Иванович Джиоев     | 1992            | 1994              | [ 2 ]         |
| 2 | Дмитрий Николаевич Медоев   | 1994            | 1996              | [ 2 ]         |
| 3 | Юрий Сергеевич Гаглоев      | 1996            | 1998              | [ 2 ]         |
| 4 | Мурат Кузьмич Джиоев        | 1998            | 30 мая 2012       |               |
| 5 | Давид Георгиевич Санакоев   | 30 мая 2012     | 22 апреля 2015    | [ 2 ]         |
| 6 | Казбулат Иналович Цховребов | 9 июля 2015     | 21 апреля 2016    | [ 17 ] [ 18 ] |
| 7 | Мурат Кузьмич Джиоев        | 12 августа 2016 | 2017              | [ 19 ]        |
| 8 | Дмитрий Николаевич Медоев   | 2017            | 2022              | [ 2 ]         |
| 9 | Ахсар Муратович Джиоев      | 15 августа 2022 |                   | [ 20 ] [ 21 ] |